# Dettenhausen
Dettenhausen là một đô thị thuộc huyện Tübingen trong bang Baden-Württemberg thuộc nước Đức.
Dettenhausen có cự ly 11 km về phía bắc Tübingen, và khoảng 25 km về phía nam Stuttgart, thủ phủ của Baden-Württemberg. Dettenhausen đã được chính thức đề cập lần đầu trong Codex Hirsaugiensis khoảng năm 1100 trước CN với tên "Detenhusen". Dettenhausen có 5.421 dân (thời điểm 30 tháng 6 năm 2008).